# Papa Massé Fall
Papa Massé Mbaye Fall (né le 11 décembre 1985 à Dakar au Sénégal) est un joueur de football international bissaoguinéen d'origine sénégalaise, qui évolue au poste de gardien de but.
Il évolue avec le club du Polideportivo Aguadulce.

## Biographie

### Carrière en sélection
Il joue son premier match avec l'équipe de Guinée-Bissau le 4 juin 2016, contre la Zambie. Ce match gagné 3-2 rentre dans le cadre des éliminatoires de la Coupe d'Afrique des nations 2017.
En janvier 2017, il est retenu par le sélectionneur Baciro Candé afin de participer à la Coupe d'Afrique des nations 2017 organisée au Gabon.